# Eastern Washington University
De Eastern Washington University (ook EWU oftewel Eastern genoemd) is een openbare universiteit in Cheney in de Amerikaanse staat Washington. Het heeft verder een tweede hoofdvestiging in Spokane en heeft tegenwoordig ruim 10.000 studenten.

## Geschiedenis
De universiteit werd in 1882 door Benjamin Pierce Cheney opgericht. Het instituut werd pas na het einde van de Tweede Wereldoorlog een Hogeschool. In 1977 ontving de hogeschool van de regering van de staat Washington zijn huidige naam. Acht jaar later opende de universiteit samen met de Washington State University een faculteit in Spokane. Tegenwoordig heeft het ook nog vestigingen in Bellevue, Everett, Kent, Seattle, Shoreline, Tacoma, Vancouver en Yakima.

## Sport

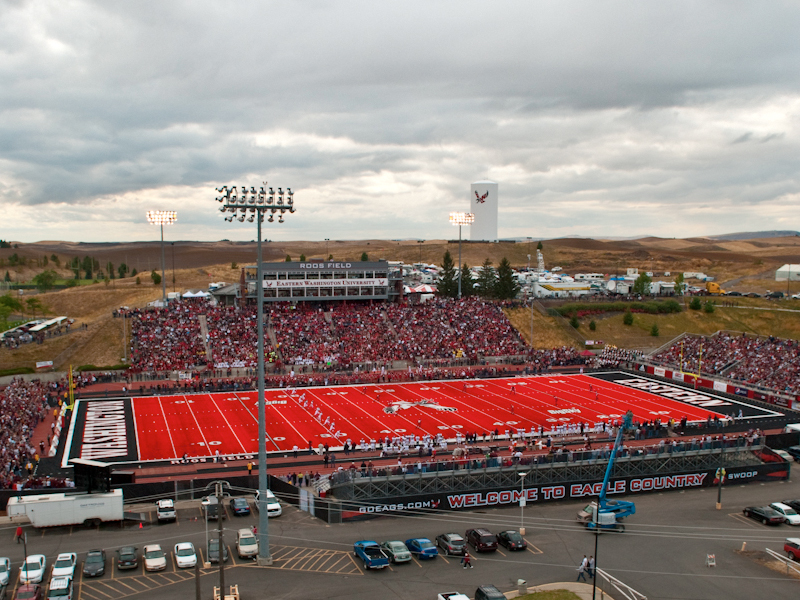
Het Footballstadion van de Eagles

De Sportteams van de EWU heten Eastern Washington Eagles. Ze zijn een van de twaalf universiteiten die meedoen aan de Big Sky Conference en treden op in de competitie van de NCAA Division I.
De landelijk bekendste teams zijn het Footballteam (dat speelt op Roos Field) en het basketbalteam (dat thuis speelt in Reese Court). Op Roos Field deden de Seattle Seahawks van 1997 tot 2006 hun seizoensvoorbereiding. De grootste rivalen van de Eagles zijn de Montana Grizzlies van de University of Montana en de Portland State Vikings van de Portland State University.

## Beroemde afgestudeerden
- Elizabeth Cook-Lynn (* 1930), schrijfster
- Chris Crutcher (* 1946), schrijver
- Thomas Hampson (* 1955), operazanger
- Todd McFarlane (* 1961), comictekenaar
- Rodney Stuckey (* 1986), basketbalspeler